# L’Oliva
L’Oliva – miejscowość w Hiszpanii, w Katalonii, w prowincji Girona, w comarce Alt Empordà, w gminie El Far d’Empordà.
Według danych INE w 2020 roku liczyła 108 mieszkańców – 54 mężczyzn i 54 kobiety.